# Nativité (Le Pérugin, Collegio del Cambio)
Pour les articles homonymes, voir Nativité (homonymie).
La Nativité ou Adoration de l'Enfant est une peinture religieuse du Pérugin, une fresque (264 × 225 cm) datant de 1497 - 1500, conservé dans la Sala delle Udienze del Collegio del Cambio à Pérouse  (Italie). La Nativité ou Adoration de l'Enfant  est une allégorie de la Charité. 

## Histoire
L'Arte del Cambio avait reçu l'autorisation de s'établir dans des locaux à l'extrémité du palazzo dei Priori à partir 1452. Jusqu'en 1457 eurent lieu les travaux d'architecture et de fonctionnalité des pièces.
En 1496 fut prise la décision de faire décorer par Le Pérugin la Sala delle Udienze, endroit où avaient lieu les réunions et centre des activités commerciales de la corporation.
Le choix du Pérugin était motivé par le fait que l'artiste était à ce moment-là parmi les plus demandés d'Italie, responsable d'un atelier à Florence et d'un autre à Pérouse et présent en ville quand il réalisa le polyptyque de saint Pierre.
Le contrat fut signé le 26 janvier 1496, Le Pérugin travailla surtout en 1498 et termina le cycle en 1500.

## Thème
La Nativité est un thème récurrent de l'iconographie chrétienne qui se doit de représenter la venue au monde de Jésus de Nazareth entouré de ses parents, Marie et Joseph, du bœuf et de l'âne dans l'étable, d'anges témoins de la scène, certains musiciens et d'autres protagonistes venus aussi lui rendre hommage (bergers, rois mages...).

## Description
La scène est aussi issue du répertoire de précédents travaux de l'artiste, en particulier de la Nativité perdue  de la Chapelle Sixtine, avec les figures principales avancées au premier plan et le thème du portique central qui dirige le regard du spectateur dans le lointain vers un calme paysage typique du Pérugin. 
L'Enfant est étendu par terre entre saint Joseph et la Vierge en adoration, tandis que derrière lui se trouvent quelques pâtres agenouillés dont les bâtons font converger les lignes de force vers le nouveau-né. 
À gauche et en arrière-plan se trouve un autre groupe de pâtres avec le troupeau et à droite le bœuf et l'âne ainsi qu'un paysage composé de collines avec des frêles arbrisseau, une ville, une vallée se perd au loin dans un ciel clair (perspective atmosphérique), dans lequel en haut, sous les arcades, trois anges debout sur un nuage chantent des hymnes, comme inscrit en lettres dorés · GLORIA IN EXCELSIS DEO ·.

## Analyse
Les couleurs qui vêtent Marie symbolisent respectivement par le bleu, le signe de la royauté céleste, le rouge, les prémisses de la mort du Christ.
La scène a quelques affinités avec la scène du Stendardo della Santissima Trinità peinte par Raphaël à dix-sept ans, en particulier les trois anges et le paysage. 
Dans les figures principales on note un épaississement des contours et un rendu des volumes plus plastique. Ces particularités ont fait penser à une intervention de Raphaël, alors élève du Pérugin. Cette fermeté plastique est absente par exemple dans l'Adoration des Mages de Città della Pieve, réalisée par le Pérugin en 1504.